# Grósz Gyula
Grósz Gyula (Pest, 1862. november 26. – Budapest, 1933. július 28.) gyermekorvos, kórházigazgató, az MTA tagja.

## Élete
A Budapesti Tudományegyetem Orvostudományi Karán tanult, azután Ajtai K. Sándor mellett dolgozott asszisztensként a törvényszéki orvostani intézetben, majd a Stefánia gyermekkórház orvosa lett. 1892-ben hosszabb külföldi tanulmányúton volt. Később Tauffer Vilmos klinikáján dolgozott. 1896-ban megválasztották a Bródy Adél Gyermekkórház igazgató-főorvosának. 1917-ben egyetemi magántanár lett. Számos tanulmánya jelent meg hazai és külföldi szakfolyóiratokban.
A Salgótarjáni utcai zsidó temetőben helyezték végső nyugalomra.

## Művei
- Gyermekegészségtan (1914)